# Ava (Illinois)
Ava és una població dels Estats Units a l'estat d'Illinois. Segons el cens del 2000 tenia 662 habitants.

## Demografia
Segons el cens del 2000, Ava tenia 662 habitants, 282 habitatges, i 192 famílies. La densitat de població era de 241,1 habitants/km².
Dels 282 habitatges en un 31,9% hi vivien nens de menys de 18 anys, en un 55% hi vivien parelles casades, en un 8,9% dones solteres, i en un 31,9% no eren unitats familiars. En el 28% dels habitatges hi vivien persones soles el 19,1% de les quals corresponia a persones de 65 anys o més que vivien soles. El nombre mitjà de persones vivint en cada habitatge era de 2,35 i el nombre mitjà de persones que vivien en cada família era de 2,89.
Per edats la població es repartia de la següent manera: un 24,9% tenia menys de 18 anys, un 6,8% entre 18 i 24, un 26,7% entre 25 i 44, un 23,3% de 45 a 60 i un 18,3% 65 anys o més.
L'edat mediana era de 38 anys. Per cada 100 dones de 18 o més anys hi havia 88,3 homes.
La renda mediana per habitatge era de 24.750 $ i la renda mediana per família de 36.364 $. Els homes tenien una renda mediana de 32.344 $ mentre que les dones 22.500 $. La renda per capita de la població era de 16.324 $. Aproximadament el 12,6% de les famílies i el 14,4% de la població estaven per davall del llindar de pobresa.

## Poblacions més properes
El següent diagrama mostra les poblacions més properes.